# ブエルタ・ア・エスパーニャ2009
ブエルタ・ア・エスパーニャ2009（スペイン語: Vuelta a España 2009）は、ブエルタ・ア・エスパーニャの64回目のレース。2009年8月29日から9月20日まで行われた。

## ステージ
1997年以来久しぶりとなるオランダスタートとなり、また第3ステージではドイツを初通過。第4ステージではベルギーゴールと、今まで感じられてきたスペイン国内選手権という枠を打破しようとする試みが見られている。
第8ステージから用意される山岳ステージでは山頂ゴールもしくはそれに準じるコース設定が5つ用意され、ダウンヒルアタッカーによるまぐれ勝ちが成立しにくいハードなコース設定が行われた。第12ステージから第14ステージは山頂ゴール3連戦という過酷なレースとなった。
他2つのツールで行われたチームTTは行われず、初日はプロローグに近い4.8kmの個人TT、その後フラットステージな30km個人TT、10%を越える坂も用意された27.8kmセミ平地個人TTと、ブエルタらしい短距離TTとなり、山岳に強い選手が上位に来やすいセッティングに。
その他ステージも200km越えが4ステージ、最長距離225.5kmと短いステージが多いこと、休養日が前半寄りで後半10連戦になるのもブエルタらしいセッティングとなった。
最終日は例年通りマドリーでの周回コースとなった。

## 総合優勝争い
昨年の総合トップ3アルベルト・コンタドール、リーヴァイ・ライプハイマー（共にアスタナ）、カルロス・サストレ（サーヴェロ・テストチーム）は揃って欠場。過去の優勝者も後述のヴィノクロフのみの出場となった。
その他の有力選手はドーピング問題により当年のツール・ド・フランス出場を阻まれたアレハンドロ・バルベルデ（ケス・デパーニュ）、同じくツール出場を見送って当レースに照準を合わせてきたサムエル・サンチェス（エウスカルテル・エウスカディ）、イヴァン・バッソ（リクイガス）、7月のツール・ド・フランスで総合2位となったアンディ・シュレク（チーム・サクソバンク）、前年のツール・ド・フランス総合2位のカデル・エヴァンス（サイレンス・ロット）、毎年ブエルタで好成績を収め前回4位と今回出場組では最高位となるエセキエル・モスケラ（シャコベオ・ガリシア）ら。

## 有力スプリンターの出場状況
2009年、ジロ・ツールにてゴールスプリント勝負で向かうところ敵なしの強さを見せたマーク・カヴェンディッシュ（チーム・コロンビア=HTC）は出場せず。
スプリントステージの優勝争いやポイント賞争いの有力選手と目されるのは、ヴァッテンフォール・サイクラシックス優勝、エネコ・ツアーでステージ3勝と波に乗っているタイラー・ファーラー（ガーミン・スリップストリーム）、チーム・コロンビア=HTCのもう1人のエーススプリンターアンドレ・グライペル、ブエルタ通算7勝オスカル・フレイレ（ラボバンク）、2007年ポイント賞ダニエーレ・ベンナーティ（リクイガス）、トム・ボーネン（クイックステップ）、ゲラルト・シオレック（チーム・ミルラム）ら。ただしツールと違いどのステージでも共通のスプリントポイントが入るため、山岳ステージでの成績如何では、バルベルデやサンチェスなどの総合優勝争いの選手がポイント賞を獲得する可能性もある。

## ヴィノクロフの復帰
2006年の総合優勝者、アレクサンドル・ヴィノクロフはドーピングによる出場停止期間が明けてアスタナに復帰。

## リーダージャージ
ブエルタ・ア・エスパーニャのリーダージャージのデザインは毎年変わるが、2009年はポイント賞の色が2008年の青色から明るい緑色に変更された。他の3賞（個人総合・山岳賞・複合賞）のジャージのデザインに変更はなかった。なお、2008年の大会終了後、2009年の個人総合時間賞ジャージが赤色（マイヨ・ロホ）に変更されると主催者から発表されていたが、2010年へと持ち越しになり、今年は両サイドに赤い帯が入るマイヨ・オロという形になった。
個人総合時間賞…金色（マイヨ・オロ）

ポイント賞…明るい緑色

山岳賞…ワインレッド色

複合賞…白色

## レース概要
開幕はオランダ・アッセンでの個人TT。カルロス・バレードがスタート台で落車するなどのアクシデントもあったが、ファビアン・カンチェラーラ（チーム・サクソバンク）が前評判通りの強さで圧勝してマイヨ・オロをまず獲得した。
道中で落車が相次ぎ、いきなり今年の厳しさが浮き彫りになった第2ステージはゲラルト・ツィオレックが僅差のスプリント争いを制した。第3ステージは伏兵グレッグ・ヘンダーソン（チーム・コロンビア=HTC）が勝利。コロンビアはさらに第4ステージで先頭集団で発生した大落車を辛くも回避し、コロンビア4人、クイックステップ3人によるスプリントを制したアンドレ・グライペルがブエルタ初勝利。グライペルは休息日を挟んだ第5ステージも制してマイヨ・オロをカンチェラーラから奪取した。第6ステージは意表のロングスプリントを見せたボルト・ボジッチ（ヴァカンソレイユ）が物にした。
第7ステージはバレンシアでの個人TT。カンチェラーラがまたも圧勝。再びマイヨ・オロに袖を通した。第8ステージは今大会初の山岳ステージであり、主催者が「最難関ステージ」と語る3級3つ、2級3つ、超級ゴール、しかも距離は200kmオーバーという過酷なステージ。残り3km過ぎで鮮烈なアタックを見せたダミアーノ・クネゴ（ランプレ）が実に5年半ぶりのグランツールステージ優勝。マイヨ・オロは僅差でエヴァンスの元へ。アンディ・シュレクがリタイア、アレクサンドル・ヴィノクロフも大きく遅れてマイヨ・オロ争いから脱落。ダウンヒル得意のサムエル・サンチェスがまさかの下り落車とハプニングの多いステージにもなった。第9ステージはグスタボ・セサル（シャコベオ・ガリシア）が今大会初の逃げ切り勝利。ゴール前のスプリントでボーナスタイムを獲得したアレハンドロ・バルベルデがマイヨ・オロを獲得した。
第10ステージは逃げ集団内のスプリントをサイモン・ジェラン（サーヴェロ・テストチーム）が制した。第11ステージはタイラー・ファーラー（ガーミン・スリップストリーム）が悲願のグランツール初勝利。
休息日明けからは山頂ゴール3連戦。第12ステージはライダー・ヘシェダル（ガーミン・スリップストリーム）が僅差の逃げ切り勝利。ヴィノクロフはここでリタイア。第13ステージは逃げに乗ったダヴィ・モンクティエ（コフィディス）が全ての山岳をトップ通過するという圧巻の内容でステージ優勝。カデル・エヴァンスが不運なパンクで大きくタイムロス。このステージだけで1分以上の遅れを取ってしまった。第14ステージはバルベルデが急斜面で遅れ、ここでいつもの勝てない病発動かと思われたが、「自分のリズムで上り続けた」と語るバルベルデはその後イヴァン・バッソ、エヴァンス、ロベルト・ヘーシンクを抜き、3位サンチェスから14秒遅れでゴールするという激走を見せた。ステージ自体はクネゴが2勝目。
第15ステージは25分という大逃げ容認となり、その先頭集団のなかで真っ先にアタックを決め独走状態に持ち込んだラース・ボーム（ラボバンク）が勝利。第16ステージはタイムオーバーによるスプリントポイント減算処置を受け、マイヨ・プントスがバルベルデからのレンタルとなってしまい、奪還に燃えるグライペルがスプリントを制して3勝目、中間スプリント2つも2位1位で獲得し、バルベルデから25ポイント差をつける事に成功する。第17ステージは緊迫の展開の末、アントニー・ルー（フランセーズ・デ・ジュー）がタイム差無しの逃げ切り勝ち。この日へーシンクが落車したことが後々響くこととなる。
第18ステージはフィリップ・ダイグナン （サーヴェロ・テストチーム）がロマン・クロイツィガー（リクイガス）との一騎討ちを制して勝利。第19ステージはフアン・ホセ・コーボ（フジ・セルベット）が絶好のタイミングでの飛び出しで優勝。第17ステージで落車し、怪我の影響の残るヘーシンクが大きく遅れてマイヨ・オロ争いから完全に脱落。ゴールスプリントで2位に入りボーナスタイム-12秒を獲得したバルベルデの総合優勝が大きく近づく。
最後の個人TTとなった第20ステージはデヴィッド・ミラー（ガーミン・スリップストリーム）が久々のグランツールステージ優勝。決して得意とは言えないTTを2位サンチェスから+31秒で凌いだバルベルデの優勝がここでほぼ確定する。エヴァンスもコモンウェルスゲームズTTチャンピオンの意地を見せバッソを上回り、表彰台に滑り込む。
最終第21ステージはグライペルが制して有終の美を飾った。

## レビュー
- 総合優勝本命の一人と目されていたアレハンドロ・バルベルデ（ケス・デパーニュ）は、ステージ優勝こそ無かったものの、山岳・個人TTステージ共に安定した走りで堅実にステージ上位を積み重ね、ゴールでのボーナスタイムなどもソツなく稼いで（2位1回、3位2回、中間スプリント1回の計-30秒）、ついに悲願のグランツール制覇を最後のマイヨ・オロというおまけ付きで達成した。さらにマイヨ・コンビナダも獲得している。ケス・デパーニュは総合20位以内に4選手（ホアキン・ロドリゲス…7位、ダニエル・モレノ…11位、ヴァシル・キリエンカ…16位）を送り込むなど、チームの総合力の高さも見せ付ける格好となった。

- サムエル・サンチェス（エウスカルテル・エウスカディ）は、第7ステージで6位、同じく第20ステージでは2位に入るなど個人TTではバルベルデを上回る走りを見せたが、山岳ステージの第9、第13ステージでバルベルデから遅れを取ったことが響き、55秒届かず総合2位。カデル・エヴァンス（サイレンス・ロット）も同じく個人TTではバルベルデを上回ったものの、第13ステージでのパンクでの遅れが結果的に致命傷となり総合3位。またしてもグランツール制覇は持ち越しとなった。

- イヴァン・バッソ（リクイガス）は初日の個人TTで好スタートを切ったが、第7ステージの個人TTで伸び悩むと、山岳ステージでもチームのアシストに応えきれない場面が目立ち、最後は第20ステージの個人TTでまたも伸び悩んでエヴァンスに表彰台の座を奪われる格好で総合4位に終わった。エセキエル・モスケラ（シャコベオ・ガリシア）は、山岳ステージでは度々アタックを仕掛けてタイムを稼ぐなど強さを見せたが、個人TTで崩れて総合5位となった。

- 戦前は優勝候補に挙げられていたアンディ・シュレク（チーム・サクソバンク）は序盤から遅れる場面が目立ち、体調不良のため第8ステージ途中でリタイア。唯一のブエルタ優勝経験者で、2年ぶりの本格復帰で注目されたアレクサンドル・ヴィノクロフ（アスタナ）も個人TTではまずまずの走りを見せたが、山岳ステージで大きく遅れを取り、その後第10ステージで逃げに乗るなど見せ場は作ったものの、結局第12ステージ途中でリタイアとなった。

- ツールで落車・骨折したこともあり、あまり注目されていなかったロベルト・ヘーシンクが大健闘を見せた。第8ステージでトップから36秒遅れ、のちに総合優勝争いとなるバルベルデやエヴァンスから8秒先着の3位に入り、ボーナスタイム8秒を含め前日の総合10位以下から5位まで一気にジャンプアップ。第9ステージでバルベルデらと同時ゴールし3位に、第13ステージで2位エヴァンスのパンクによって34秒遅れの2位まで浮上。しかし第17ステージの落車に巻き込まれ左膝と左肘を負傷。この怪我で体調不良を併発し第19ステージの1級山岳で遅れ、約5分を失い沈んでしまったが、今大会バルベルデを一番苦しめた選手であったのは間違えない。

- マイヨ・プントスはアンドレ・グライペル（チーム・コロンビア=HTC）が獲得。グライペルは第4ステージを制してジャージを獲得すると、休息日を挟んだ第5ステージでも勝利。その後山岳ステージとなった第13ステージで制限時間を超えてのゴールとなったため25ポイント失うというアクシデントもあって、第14ステージ後にバルベルデにジャージを奪われたが、第16ステージの優勝で再奪回。そのまま最後まで守り切り、最終ステージも優勝してステージ4勝の大活躍だった。チーム・コロンビア=HTCはグレッグ・ヘンダーソンも1勝するなど、改めて平坦ステージでの実力の高さを示すこととなった。

- ゲラルト・シオレック（チーム・ミルラム）、ボルト・ボジチュ（バカン・ソレイユ）、タイラー・ファーラー（ガーミン・スリップストリーム）がそれぞれステージ1勝と若手スプリンターの活躍が目立った反面、ダニエーレ・ベンナーティ（リクイガス）、トム・ボーネン（クイックステップ）、オスカル・フレイレ（ラボバンク）など実績十分のスプリンター達はステージ未勝利に終わり、世代交代を印象付ける形となった。フレイレとベンナーティは山岳も行けるパンチャー系スプリンターで、他のピュアスプリンターに比べると分の悪い勝負を挑まざるをえないステージも多かったが、グライペルが遅れやすく取りに行けるはずのステージで大逃げが決まって勝負の権利すら手に入れられなかったり、思わぬ伏兵に敗れたりと、運の悪さも敵になったフシもある。

- マイヨ・モンターニャはダヴィ・モンクティエ（コフィディス）が圧倒的な力で2年連続の獲得。最初の山岳ステージとなった第8ステージで逃げを決め、ステージ優勝こそ逃したものの山岳賞部門でトップに立つと、第10ステージで一時ダビ・デ・ラ・フエンテ（フジ・セルヴェット）にその座を奪われるも、続く第11ステージで奪回。さらに第13ステージでは全ての山岳を1位通過し、さらにステージ優勝という圧倒的な内容で大量にポイントを稼ぐなど、終わってみればデ・ラ・フエンテに87ポイントの大差をつけての受賞となった。

- マイヨ・コンビナダは大方の予想通り総合首位のアレハンドロ・バルベルデ（ケス・デパーニュ）が獲得。山岳ステージで確実に上位に入った事に加え、小集団スプリントでは得意のスプリント力を生かしボーナスタイム取得に走ったことで、グライペルがポイント減算処分を受けた事もあり、第14～第15ステージではコンビナダだけでなくプントスも取得するほど。結果ポイント賞は2位。山岳賞も純クライマーであるモスケラから逃げ切り4位。合計7ポイントと、2位サンチェスに9ポイント差で総合と同時獲得となった。

- チーム総合順位賞はシャコベア・ガリシアが取得。25分という大逃げが決まった第15ステージで2人を逃げ集団に送り込み、このステージ勝利は出来無かったものの、第14ステージまでトップであったケス・デパーニュに対し24分と22分という大幅なタイム奪取に成功。このステージまで25分遅れの2位だったのを20分差つけてトップに立つことになり、最終的にはここからさらに3分を稼ぎ出し優勝、アスタナのグランツールチーム賞制覇を阻止した形となった。

- 例年世界選手権に備えて途中リタイアする選手などが多い[2]ブエルタだが、今大会も出場198名中完走者は139名にとどまり、今年のグランツール中で最も低い完走者数、完走率（70.2％）となった。[3]。また、今年のグランツールを全て完走した選手はジュリアン・ディーン（ガーミン・スリップストリーム）ただ一人だった（ジロ…総合132位、ツール…総合121位、ブエルタ…総合132位）。

## 日程
| 区間        | 日付   | スタート–ゴール                              | km        | 区間優勝                   | 総合首位                   | ポイント賞                                           | 山岳賞                   | 複合賞                                                 | 備考     |  |
| ----------- | ------ | -------------------------------------------- | --------- | -------------------------- | -------------------------- | ---------------------------------------------------- | ------------------------ | ------------------------------------------------------ | -------- |  |
| 1           | 8/29   | アッセン（TTサーキット・アッセン）           | 4.5       | ファビアン・カンチェラーラ | ファビアン・カンチェラーラ | ファビアン・カンチェラーラ （ タイラー・ファーラー） | －                       | ファビアン・カンチェラーラ （ イェンス・マウリス）     | 個人TT   |  |
| 2           | 8/30   | アッセン － エメン                           | 202.0     | ゲラルト・シオレック       | ファビアン・カンチェラーラ | トム・ボーネン                                       | トム・レーザー           | ファビアン・カンチェラーラ （ ゲラルト・シオレック）   | 平坦     |  |
| 3           | 8/31   | ズュトプヘン － フェンロー                   | 185.0     | グレッグ・ヘンダーソン     | ファビアン・カンチェラーラ | トム・ボーネン                                       | トム・レーザー           | ファビアン・カンチェラーラ （ グレッグ・ヘンダーソン） | 平坦     |  |
| 4           | 9/1    | フェンロー － リエージュ                     | 224.0     | アンドレ・グライペル       | ファビアン・カンチェラーラ | アンドレ・グライペル                                 | ラース・ボーム           | ドミーニク・レルス                                     | 平坦     |  |
| 9/2 休息日  |        |                                              |           |                            |                            |                                                      |                          |                                                        |          |  |
| 5           | 9/3    | タラゴナ － ビナロス                         | 174.0     | アンドレ・グライペル       | アンドレ・グライペル       | アンドレ・グライペル （ タイラー・ファーラー）       | アイトール・エルナンデス | セラフィン・マルティネス                               | 平坦     |  |
| 6           | 9/4    | シャティバ                                   | 186.0     | ボルト・ボジチュ           | アンドレ・グライペル       | アンドレ・グライペル （ トム・ボーネン）             | ホセ・アントニオ・ロペス | セラフィン・マルティネス                               | 平坦     |  |
| 7           | 9/5    | バレンシア                                   | 30.0      | ファビアン・カンチェラーラ | ファビアン・カンチェラーラ | アンドレ・グライペル                                 | ホセ・アントニオ・ロペス | ドミーニク・レルス                                     | 個人TT   |  |
| 8           | 9/6    | アルシラ － アルト・デ・アイタナ             | 206.0     | ダミアーノ・クネゴ         | カデル・エヴァンス         | アンドレ・グライペル                                 | ダヴィ・モンクティエ     | カデル・エヴァンス （ ダミアーノ・クネゴ）             | 山岳     |  |
| 9           | 9/7    | アルコイ － ショレト・デル・カティ           | 186.0     | グスタボ・セサル           | アレハンドロ・バルベルデ   | アンドレ・グライペル                                 | ダヴィ・モンクティエ     | カデル・エヴァンス                                     | 山岳     |  |
| 10          | 9/8    | アリカンテ － ムルシア                       | 186.0     | サイモン・ジェラン         | アレハンドロ・バルベルデ   | アンドレ・グライペル                                 | ダビ・デ・ラ・フエンテ   | カデル・エヴァンス                                     | 中級山岳 |  |
| 11          | 9/9    | ムルシア － カラバカ・デ・ラ・クルス         | 191.0     | タイラー・ファーラー       | アレハンドロ・バルベルデ   | アンドレ・グライペル                                 | ダヴィ・モンクティエ     | カデル・エヴァンス                                     | 山岳     |  |
| 9/10 休息日 |        |                                              |           |                            |                            |                                                      |                          |                                                        |          |  |
| 12          | 9/11   | アルメリア － アルト・デ・ベレフィケ         | 174.0     | ライダー・ヘスジェダル     | アレハンドロ・バルベルデ   | アンドレ・グライペル                                 | ダヴィ・モンクティエ     | アレハンドロ・バルベルデ （ カデル・エヴァンス ）      | 山岳     |  |
| 13          | 9/12   | ベルハ － シエラネバダ                       | 175.0     | ダヴィ・モンクティエ       | アレハンドロ・バルベルデ   | アンドレ・グライペル                                 | ダヴィ・モンクティエ     | アレハンドロ・バルベルデ （ ロベルト・ヘーシンク ）    | 山岳     |  |
| 14          | 9/13   | グラナダ － ラ・パンデーラ                   | 157.0     | ダミアーノ・クネゴ         | アレハンドロ・バルベルデ   | アレハンドロ・バルベルデ （ アンドレ・グライペル）   | ダヴィ・モンクティエ     | アレハンドロ・バルベルデ （ ロベルト・ヘーシンク ）    | 山岳     |  |
| 15          | 9/14   | ハエン － コルドバ                           | 168.0     | ラース・ボーム             | アレハンドロ・バルベルデ   | アレハンドロ・バルベルデ （ アンドレ・グライペル）   | ダヴィ・モンクティエ     | アレハンドロ・バルベルデ （ ロベルト・ヘーシンク ）    | 平坦     |  |
| 16          | 9/15   | コルドバ － プエルトジャーノ                 | 170.0     | アンドレ・グライペル       | アレハンドロ・バルベルデ   | アンドレ・グライペル                                 | ダヴィ・モンクティエ     | アレハンドロ・バルベルデ （ ロベルト・ヘーシンク ）    | 平坦     |  |
| 17          | 9/16   | シウダ・レアル － タラベーラ・デ・ラ・レイナ | 175.0     | アントニー・ルー           | アレハンドロ・バルベルデ   | アンドレ・グライペル                                 | ダヴィ・モンクティエ     | アレハンドロ・バルベルデ （ ロベルト・ヘーシンク ）    | 平坦     |  |
| 18          | 9/17   | タラベーラ・デ・ラ・レイナ － アビラ         | 187.0     | フィリップ・デニャン       | アレハンドロ・バルベルデ   | アンドレ・グライペル                                 | ダヴィ・モンクティエ     | アレハンドロ・バルベルデ （ ロベルト・ヘーシンク ）    | 山岳     |  |
| 19          | 9/18   | アビラ － サン・イルデフォンソ               | 174.0     | フアン・ホセ・コーボ       | アレハンドロ・バルベルデ   | アンドレ・グライペル                                 | ダヴィ・モンクティエ     | アレハンドロ・バルベルデ （ エセキエル・モスケラ ）    | 山岳     |  |
| 20          | 9/19   | トレド                                       | 26.0      | デヴィッド・ミラー         | アレハンドロ・バルベルデ   | アンドレ・グライペル                                 | ダヴィ・モンクティエ     | アレハンドロ・バルベルデ （ サムエル・サンチェス ）    | 個人TT   |  |
| 21          | 9/20   | リバス＝バシアマドリード – マドリード        | 110.0     | アンドレ・グライペル       | アレハンドロ・バルベルデ   | アンドレ・グライペル                                 | ダヴィ・モンクティエ     | アレハンドロ・バルベルデ                               | 平坦     |  |
| 総距離      | 総距離 | 総距離                                       | 3266.5 km |                            |                            |                                                      |                          |                                                        |          |  |

## 参加予定チーム
6月12日に、21のチームが招待されることが発表された。18のUCIプロチームのうち、チーム・カチューシャとフジ・セルベットが除外されたが、その後のCASの裁定によりフジ・セルベットの出場が認められた。これによる他チームの出場取り消しは行われず、22チームの参加となった。

### スタートリスト
- 太字はUCIプロチーム。中字はコンチネンタルプロチーム[15]。
- ジャージマークがある選手は、各賞ジャージ獲得者、世界選手権自転車競技大会、または、各国国内選手権優勝者。なお、< >マークがついている選手は、個人タイムトライアル(ITT)の優勝者。
- 最終順位欄、「DNS」は該当ステージ出走せず、「DNF」は該当ステージ途中棄権、「HD」は該当ステージタイムオーバー。

| エウスカルテル・エウスカディ |                          |          |
| No.                          | 選手名                   | 最終順位 |
| 1                            | サムエル・サンチェス     | 2        |
| 2                            | イゴル・アントン         | 33       |
| 3                            | アイトール・エルナンデス | 96       |
| 4                            | イニャキ・イサシ         | 71       |
| 5                            | マルケル・イリサール     | 114      |
| 6                            | エゴイ・マルティネス     | 52       |
| 7                            | アラン・ペレス           | 92       |
| 8                            | ルーベン・ペレス         | 98       |
| 9                            | アメツ・チュルカ         | 29       |

| アージェードゥーゼル・ラ・モンディアル |                              |          |
| No.                                    | 選手名                       | 最終順位 |
| 11                                     | タデイ・ヴァリャヴェツ       | 30       |
| 12                                     | ホセ・ルイス・アリエタ       | 81       |
| 13                                     | アレクサンドル・エフィムキン | 17･DNF   |
| 14                                     | ジョン・ガドレ               | 11･DNF   |
| 15                                     | セバスティアン・イノー       | 69       |
| 16                                     | ジュリアン・ルベ             | 18･DNF   |
| 17                                     | リナルド・ノチェンティーニ   | 13･DNF   |
| 18                                     | クリストフ・リブロン         | 46       |
| 19                                     | リュドヴィック・テュルパン   | 64       |

| アンダルシア・カハスル |                                  |          |
| No.                    | 選手名                           | 最終順位 |
| 21                     | シャビエル・トンド               | 14･DNS   |
| 22                     | マヌエル・カルベンテ             | 47       |
| 23                     | ホセ・アントニオ・ロペス         | 10･DNF   |
| 24                     | フランシスコ・ホセ・マルティネス | 75       |
| 25                     | マヌエル・オルテガ               | 6･DNF    |
| 26                     | アントニオ・ピエドラ             | 78       |
| 27                     | ハビエル・ラミレス               | 62       |
| 28                     | ヘスス・ロセンド                 | 106      |
| 29                     | ホセ・ルイス・サンチェス         | 118      |

| アスタナ |                              |          |
| No.      | 選手名                       | 最終順位 |
| 31       | アイマル・スベルディア       | 14       |
| 32       | アサン・バザイエフ           | 130      |
| 33       | ヘスス・エルナンデス         | 19       |
| 34       | クリス・ホーナー             | 5･DNS    |
| 35       | マキシム・イグリンスキー     | 18･DNS   |
| 36       | ダニエル・ナバロ             | 13       |
| 37       | ホセ・ルイス・ルビエラ       | 12･DNF   |
| 38       | ミヒャエル・シェール         | 110      |
| 39       | アレクサンドル・ヴィノクロフ | 12･DNF   |

| BBox・ブイグテレコム |                            |          |
| No.                  | 選手名                     | 最終順位 |
| 41                   | ピエリック・フェドリゴ     | 12･DNF   |
| 42                   | ジョヴァンニ・ベルノードー | 8･DNF    |
| 43                   | オリヴィエ・ボネール       | 48       |
| 44                   | ウィイアン・ボネ           | 109      |
| 45                   | フランク・ブイエ           | 13･DNF   |
| 46                   | ダミアン・ゴダン           | 139      |
| 47                   | ヴァンサン・ジェロム       | 8･DNF    |
| 48                   | ローラン・ルフェーヴル     | 9･DNF    |
| 49                   | マテュー・スプリック       | 57       |

| ケス・デパーニュ |                                  |          |
| No.              | 選手名                           | 最終順位 |
| 51               | アレハンドロ・バルベルデ         | 1        |
| 52               | イマノル・エルビティ             | 100      |
| 53               | ホセ・ビセンテ・ガルシア         | 137      |
| 54               | ヴァシリ・キリエンカ             | 16       |
| 55               | ダニエル・モレノ                 | 11       |
| 56               | ダビ・ロペス・ガルシア           | 42       |
| 57               | フランシスコ・ペレス・サンチェス | 88       |
| 58               | ホアキン・ロドリゲス             | 7        |
| 59               | シャビエル・ザンディオ           | 112      |

| サーヴェロ・テストチーム |                              |          |
| No.                      | 選手名                       | 最終順位 |
| 61                       | イニィーゴ・クエスタ         | 35       |
| 62                       | フィリップ・デニャン         | 9        |
| 63                       | シャビエル・フロレンシオ     | 59       |
| 64                       | サイモン・ジェラン           | 13･DNF   |
| 65                       | アンヘル・ゴメス             | 22       |
| 66                       | ロジャー・ハモンド           | 97       |
| 67                       | イグナタス・コノヴァロヴァス | 14･DNS   |
| 68                       | ガブリエル・ラッシュ         | 101      |
| 69                       | ドミニク・ロラン             | 13･DNF   |

| コフィディス＝ル・クレディ・アン・リーニュ |                          |          |
| No.                                        | 選手名                   | 最終順位 |
| 71                                         | ダヴィ・モンクティエ     | 27       |
| 72                                         | ミカエル・ビュファズ     | 89       |
| 73                                         | ジャン＝ウデ・ドマレ     | 127      |
| 74                                         | レオナルド・ドゥケ       | 32       |
| 75                                         | ジュリアン・エル・ファレ | 49       |
| 76                                         | ビンヘン・フェルナンデス | 58       |
| 77                                         | アマエル・モワナール     | 18       |
| 78                                         | ダミアン・モニエ         | 65       |
| 79                                         | <> レイン・ターラミャエ  | 74       |

| コンテントポリス・アンポ |                                  |          |
| No.                      | 選手名                           | 最終順位 |
| 81                       | フリアン・サンチェス             | 79       |
| 82                       | ハビエル・ベニテス               | 116      |
| 83                       | セルヒオ・ドミンゲス             | 19･DNF   |
| 84                       | オスカル・ガルシア＝カサルビオス | 6･DNF    |
| 85                       | ミケル・ガスタマガ               | 9･DNF    |
| 86                       | フランシスコ・ホセ・パチェコ     | 121      |
| 87                       | アドリアン・パロマレス           | 45       |
| 88                       | アイトール・ペレス               | 111      |
| 89                       | マヌエル・バスケス               | 15       |

| フランセーズ・デ・ジュー |                              |          |
| No.                      | 選手名                       | 最終順位 |
| 91                       | サンディ・カザール           | 14･DNF   |
| 92                       | セバスティアン・シャヴァネル | 13･DNF   |
| 93                       | ミカエル・シェレル           | 25       |
| 94                       | レミ・ディ・グレゴリオ       | 51       |
| 95                       | アルノー・ジェラール         | 105      |
| 96                       | ティモシー・ガドゼル         | 136      |
| 97                       | マテュー・ラダニュー         | 63       |
| 98                       | アントニー・ルー             | 120      |
| 99                       | ウェスリー・ザルツバーガー   | 117      |

| フジ・セルベット |                            |          |
| No.              | 選手名                     | 最終順位 |
| 101              | フアン・ホセ・コーボ       | 10       |
| 102              | エロス・カペッキ           | 13･DNF   |
| 103              | ダビ・デ・ラ・フエンテ     | 24       |
| 104              | ヘスス・デル・ネロ         | 66       |
| 105              | アルカイトス・ドゥラン     | 40       |
| 106              | ベニャト・インチャウスティ | 60       |
| 107              | フレドリック・ケシアコフ   | 72       |
| 108              | ロベルト・キセルロフスキ   | 5･DNS    |
| 109              | ダヴィデ・ヴィガノ         | 13･DNF   |

| ガーミン・スリップストリーム |                          |          |
| No.                          | 選手名                   | 最終順位 |
| 111                          | トム・ダニエルソン       | 18･DNF   |
| 112                          | ジュリアン・ディーン     | 132      |
| 113                          | タイラー・ファーラー     | 12･DNS   |
| 114                          | ライダー・ヘスジェダル   | 18･DNS   |
| 115                          | マルテイン・マースカント | 135      |
| 116                          | ダニエル・マーティン     | 53       |
| 117                          | クリスティアン・メイアー | 18･DNS   |
| 118                          | デヴィッド・ミラー       | 80       |
| 119                          | スヴェイン・タフト       | 15･DNF   |

| ランプレ＝N.G.C |                          |          |
| No.             | 選手名                   | 最終順位 |
| 121             | ダミアーノ・クネゴ       | 17･DNS   |
| 122             | アレッサンドロ・バッラン | 17･DNS   |
| 123             | エマヌエーレ・ビンディ   | 128      |
| 124             | ヴィタリー・ブッツ       | 12･DNS   |
| 125             | エンリコ・ガスパロット   | 82       |
| 126             | マルコ・マルツァーノ     | 14･DNF   |
| 127             | マッシミリアーノ・モーリ | 133      |
| 128             | パオロ・ティラロンゴ     | 8        |
| 129             | フランチェスコ・トメイ   | 12･DNF   |

| リクイガス |                              |          |
| No.        | 選手名                       | 最終順位 |
| 131        | イヴァン・バッソ             | 4        |
| 132        | ダニエーレ・ベンナーティ     | 84       |
| 133        | <> マツィエイ・ボドナル      | 131      |
| 134        | キェル・カルストレム         | 91       |
| 135        | ロマン・クロイツィガー       | 61       |
| 136        | マヌエル・クインツィアート   | 126      |
| 137        | ファビオ・サバティーニ       | 115      |
| 138        | スィルヴェステル・シュムィド | 17       |
| 139        | オリヴェール・ゾーグ         | 70       |

| クイックステップ |                        |          |
| No.              | 選手名                 | 最終順位 |
| 141              | トム・ボーネン         | 13･DNF   |
| 142              | カルロス・バレード     | 9･DNF    |
| 143              | アラン・デイヴィス     | 9･DNF    |
| 144              | ケヴィン・デウェールト | 20       |
| 145              | ステイン・デヴォルデル | 85       |
| 146              | マッテオ・トザット     | 19･DNF   |
| 147              | マルコ・ヴェロ         | 93       |
| 148              | ワウテル・ウェイラント | 17･DNS   |
| 149              | マールテン・ワイナンツ | 113      |

| ラボバンク |                          |          |
| No.        | 選手名                   | 最終順位 |
| 151        | オスカル・フレイレ       | 13･DNF   |
| 152        | ラース・ボーム           | 55       |
| 153        | フアン・マヌエル・ガラテ | 38       |
| 154        | ロベルト・ヘーシンク     | 6        |
| 155        | トム・レーザー           | 129      |
| 156        | パウル・マルテンス       | 12･DNF   |
| 157        | コース・ムレンハウト     | 36       |
| 158        | ブラム・タンキンク       | 34       |
| 159        | ピーター・ウェーニング   | 44       |

| サイレンス・ロット |                            |          |
| No.                | 選手名                     | 最終順位 |
| 161                | カデル・エヴァンス         | 3        |
| 162                | クリストフ・ブラント       | 125      |
| 163                | フランシス・デフレーフ     | 21       |
| 164                | ミカエル・ドラージュ       | 73       |
| 165                | フィリップ・ジルベール     | 54       |
| 166                | オリヴィエ・カイセン       | 86       |
| 167                | マシュー・ロイド           | 50       |
| 168                | ユルヘン・ルラントス       | 119      |
| 169                | チャールズ・ウェジェリアス | 4･DNS    |

| チーム・コロンビア＝HTC |                             |          |
| No.                     | 選手名                      | 最終順位 |
| 171                     | アンドレ・グライペル        | 107      |
| 172                     | ミヒャエル・アルバジーニ    | 11･DNF   |
| 173                     | <> <> ベルト・グラプシュ    | 18･DNS   |
| 174                     | アダム・ハンセン            | 94       |
| 175                     | グレッグ・ヘンダーソン      | 123      |
| 176                     | <> キム・キルシェン         | 6･DNS    |
| 177                     | <> フランティシェク・ラボニ | 134      |
| 178                     | ビセンテ・レイネス          | 103      |
| 179                     | マルツェル・ジーベルク      | 122      |

| チーム・ミルラム |                          |          |
| No.              | 選手名                   | 最終順位 |
| 181              | ゲラルト・シオレック     | 18･DNF   |
| 182              | リーヌス・ゲルデマン     | 12･DNS   |
| 183              | クリスティアン・クネース | 43       |
| 184              | ドミーニク・レルス       | 83       |
| 185              | トマス・ローレッガー     | 10･DNS   |
| 186              | マティアス・ルス         | 90       |
| 187              | ビェルン・シュレーダー   | 13･DNF   |
| 188              | マルティン・ヴェリトス   | 95       |
| 189              | パウル・フォス           | 99       |

| チーム・サクソバンク |                            |          |
| No.                  | 選手名                     | 最終順位 |
| 191                  | アンディ・シュレク         | 8･DNF    |
| 192                  | クルトアスル・アルヴェセン | 108      |
| 193                  | マティ・ブレシェル         | 68       |
| 194                  | ファビアン・カンチェラーラ | 14･DNS   |
| 195                  | ヤコブ・フグルサング       | 56       |
| 196                  | アレクサンドル・コロブネフ | 31       |
| 197                  | カルステン・クローン       | 76       |
| 198                  | スチュアート・オグレディ   | 17･DNS   |
| 199                  | フランク・シュレク         | 11･DNS   |

| ヴァカンソレイユ |                          |          |
| No.              | 選手名                   | 最終順位 |
| 201              | マッテオ・カッラーラ     | 37       |
| 202              | ボルト・ボジチュ         | 102      |
| 203              | ジョニー・ホーヘルラント | 12       |
| 204              | セルゲイ・ラグタン       | 104      |
| 205              | ビェルン・ルークマンス   | 18･DNF   |
| 206              | マルコ・マルカート       | 12･DNS   |
| 207              | イェンス・マウリス       | 138      |
| 208              | マテ・プロンク           | 124      |
| 209              | リーウ・ウェストラ       | 87       |

| シャコベオ・ガリシア |                            |          |
| No.                  | 選手名                     | 最終順位 |
| 211                  | エセキエル・モスケラ       | 5        |
| 212                  | グスタボ・セサル           | 41       |
| 213                  | グスタボ・ドミンゲス       | 77       |
| 214                  | アルベルト・フェルナンデス | 12･DNS   |
| 215                  | ダビ・ガルシア・ダ・ペナ   | 23       |
| 216                  | ダビ・エレロ               | 28       |
| 217                  | セラフィン・マルティネス   | 39       |
| 218                  | ゴンサロ・ラブナル         | 67       |
| 219                  | エドゥアルド・ヴォルガノフ | 26       |

## 最終成績

### 個人総合
| 順位 | 選手名                       | 国籍           | チーム                       | 時間           |
| ---- | ---------------------------- | -------------- | ---------------------------- | -------------- |
| 1    | アレハンドロ・バルベルデ     | スペイン       | ケス・デパーニュ             | 87時間22分37秒 |
| 2    | サムエル・サンチェス         | スペイン       | エウスカルテル・エウスカディ | +55秒          |
| 3    | カデル・エヴァンス           | オーストラリア | サイレンス・ロット           | +1分32秒       |
| 4    | イヴァン・バッソ             | イタリア       | リクイガス                   | +2分12秒       |
| 5    | エセキエル・モスケラ         | スペイン       | シャコベオ・ガリシア         | +4分27秒       |
| 6    | ロベルト・ヘーシンク         | オランダ       | ラボバンク                   | +6分40秒       |
| 7    | ホアキン・ロドリゲス         | スペイン       | ケス・デパーニュ             | +9分08秒       |
| 8    | パオロ・ティラロンゴ         | イタリア       | ランプレ・N.G.C              | +9分11秒       |
| 9    | フィリップ・デニャン         | アイルランド   | サーヴェロ・テストチーム     | +11分08秒      |
| 10   | フアン・ホセ・コーボ         | スペイン       | フジ・セルベット             | +11分27秒      |
| 11   | ダニエル・モレノ             | スペイン       | ケス・デパーニュ             | +14分24秒      |
| 12   | ジョニー・ホーヘルラント     | オランダ       | ヴァカンソレイユ             | +15分08秒      |
| 13   | ダニエル・ナバロ             | スペイン       | アスタナ                     | +15分10秒      |
| 14   | アイマル・スベルディア       | スペイン       | アスタナ                     | +17分15秒      |
| 15   | マヌエル・バスケス           | スペイン       | コンテントポリス・アンポ     | +18分41秒      |
| 16   | ヴァシル・キリエンカ         | ベラルーシ     | ケス・デパーニュ             | +20分11秒      |
| 17   | スィルヴェステル・シュムィド | ポーランド     | リクイガス                   | +20分57秒      |
| 18   | アマエル・モワナール         | フランス       | コフィディス                 | +21分03秒      |
| 19   | ヘスス・エルナンデス         | スペイン       | アスタナ                     | +23分38秒      |
| 20   | ケヴィン・デウェールト       | ベルギー       | クイックステップ             | +24分00秒      |

### ポイント賞
| 順位 | 選手名                   | 国籍           | チーム                       | ポイント |
| ---- | ------------------------ | -------------- | ---------------------------- | -------- |
| 1    | アンドレ・グライペル     | ドイツ         | チーム・コロンビア＝HTC      | 150      |
| 2    | アレハンドロ・バルベルデ | スペイン       | ケス・デパーニュ             | 111      |
| 3    | ダニエーレ・ベンナーティ | イタリア       | リクイガス                   | 101      |
| 4    | カデル・エヴァンス       | オーストラリア | サイレンス・ロット           | 99       |
| 5    | サムエル・サンチェス     | スペイン       | エウスカルテル・エウスカディ | 89       |
| 6    | ボルト・ボジチュ         | スロベニア     | ヴァカンソレイユ             | 68       |
| 7    | エセキエル・モスケラ     | スペイン       | シャコベオ・ガリシア         | 68       |
| 8    | ロベルト・ヘーシンク     | オランダ       | ラボバンク                   | 68       |
| 9    | イヴァン・バッソ         | イタリア       | リクイガス                   | 64       |
| 10   | レオナルド・ドゥケ       | コロンビア     | コフィディス                 | 64       |

### 山岳賞
| 順位 | 選手名                   | 国籍     | チーム                       | ポイント |
| ---- | ------------------------ | -------- | ---------------------------- | -------- |
| 1    | ダヴィ・モンクティエ     | フランス | コフィディス                 | 186      |
| 2    | ダビ・デ・ラ・フエンテ   | スペイン | フジ・セルベット             | 99       |
| 3    | フリアン・サンチェス     | スペイン | コンテントポリス・アンポ     | 73       |
| 4    | アレハンドロ・バルベルデ | スペイン | ケス・デパーニュ             | 67       |
| 5    | エセキエル・モスケラ     | スペイン | シャコベオ・ガリシア         | 61       |
| 6    | ピーター・ウェーニング   | オランダ | ラボバンク                   | 60       |
| 7    | ハビエル・ラミレス       | スペイン | アンダルシア・カハスル       | 59       |
| 8    | ロベルト・ヘーシンク     | オランダ | ラボバンク                   | 58       |
| 9    | ジョニー・ホーヘルラント | オランダ | ヴァカンソレイユ             | 54       |
| 10   | サムエル・サンチェス     | スペイン | エウスカルテル・エウスカディ | 52       |

### コンビネーション賞
| 順位 | 選手名                   | 国籍           | チーム                       | ポイント |
| ---- | ------------------------ | -------------- | ---------------------------- | -------- |
| 1    | アレハンドロ・バルベルデ | スペイン       | ケス・デパーニュ             | 7        |
| 2    | サムエル・サンチェス     | スペイン       | エウスカルテル・エウスカディ | 16       |
| 3    | エセキエル・モスケラ     | スペイン       | シャコベオ・ガリシア         | 17       |
| 4    | カデル・エヴァンス       | オーストラリア | サイレンス・ロット           | 19       |
| 5    | ロベルト・ヘーシンク     | オランダ       | ラボバンク                   | 22       |
| 6    | イヴァン・バッソ         | イタリア       | リクイガス                   | 29       |
| 7    | ダヴィ・モンクティエ     | フランス       | コフィディス                 | 40       |
| 8    | ジョニー・ホーヘルラント | オランダ       | ヴァカンソレイユ             | 52       |
| 9    | フアン・ホセ・コーボ     | スペイン       | フジ・セルベット             | 53       |
| 10   | ホアキン・ロドリゲス     | スペイン       | ケス・デパーニュ             | 58       |

### チーム時間賞
| 順位 | チーム                                     | 時間            |
| ---- | ------------------------------------------ | --------------- |
| 1    | シャコベオ・ガリシア                       | 261時間57分19秒 |
| 2    | ケス・デパーニュ                           | +23分43秒       |
| 3    | アスタナ                                   | +31分39秒       |
| 4    | コフィディス＝ル・クレディ・アン・リーニュ | +39分37秒       |
| 5    | フジ・セルベット                           | +52分23秒       |